# Ibn Arabi
Abū ʿAbd Allāh Muḥammad ibn ʿAlī ibn Muḥammad ibnʿArabī al-Ḥātimī aṭ-Ṭāʾī (arabsko: أبو عبد الله محمد بن علي بن محمد بن عربي الحاتمي الطائي‎), arabski sufijski učenjak, mistik, pesnik in filozof, * 17. ramadana 560/26. julij 1165, Murcia, Al-Andaluz, † 22. Rabi' al-Thani 638/16. november 1240, Damask. Sufiji so ga imenovali 'Shaykh Al-Akbar', »najvišji gospodar« oziroma kot pravi svetnik. Ibn Arabi je v prvi vrsti mistik, svoja mistična doživetja bližine z Bogom pa pojasnjuje v filozofskih okvirjih novoplatonizma. 

## Življenje
'Abū 'Abdullāh Muḥammad ibn 'Alī ibn Muḥammad ibn `Arabī al-Ḥātimī aṭ-Ṭāʾī (أبو عبد الله محمد ابن علي ابن محمد ابن عربي الحاتمي الطائي) je bil rojen v mestu Murcia, Al-Andaluz, v današnji jugovzhodni Španiji. Njegov oče je bil iz plemena Tayy in se je imel za potomca arabskega pesnika Hatima al-Taija. Njegova mati je bila iz enega uglednejših berberskih plemen. Yahya ibn Yughman, stric po materini strani, je bil bogat princ magrebskega mesta Tlemcen, ampak se je po srečanju sufijskega mistika odpovedal temu položaju in se posvetil duhovnosti. 

### Mladost
Njegov oče ‘Ali ibn Muḥammad je služil v vojski Abu ʿAbd Allaha in je prijateljeval s sufistom Al-Džilanijem, ustanoviteljem derviškega reda kadiri. Al-Džilani je v Ibn-Arabiju videl nadarjenega mladeniča in očetu svetoval, da mu nudi čim boljše možnosti za izobrazbo. Njegov oče je napredoval in postal vojaški svetovalec almohadskemu sultanu Jusufu I., kar je Ibn Arabiju nudilo najboljše možnosti za izobrazbo. Veliko je potoval po Al-Andaluzu in se seznanjal z raznimi učenjaki in mistiki.  Pri Arabijevih osmih letih je njegova družina zapustila Muricijo in se preselila v prestolnico Al-Andaluza Sevilijo, kulturno središče takratnega islamskega sveta.

### Izobraževanje
Ibn Arabi je svoje šolanje pričel v Seviliji leta 1182. Večina njegovih učiteljev je bila klerikov na almohadskem dvoru. Že zelo zgodaj je imel mistične izkušnje in po eni od teh ga je njegov oče predstavil Ibn Rušdu, takrat najbolj razgledanemu islamskemu učenjaku. Ibn Arabi je raje, kot da bi postal učenjak s predvidljivo karierno potjo (sodnik), sledil notranjemu klicu in se pridružil sufijem.
Potem je zapustil Al-Andaluz in potoval po Magrebu in kasneje Ifrikiji (Tunizija). Njegov duhovni mentor v Fesu v Maroku je bil Mohammed ibn Qasim al-Tamimi. Leta 1198 je bil prisoten na pogrebu Ibn Rušda v Kordobi. Ibn Arabi se je spotoma seznanjal z najpomembnejšimi učenjaki in s takrat pomembnimi znanstvenimi, religioznimi in filozofskimi idejami tistega časa, hkrati pa so se poglabljale njegove mistične izkušnje. Po eni od teh izkušenj je sklenil, da je čas za hadž. Obdobje tolerance treh ver - muslimanske, krščanske in judovske - je v Al-Andaluzu z uspehi rekonkviste počasi prihajalo h koncu.

### Romanje v Meko
V 35. letu starosti leta 1201 je za vedno zapustil domače in Al-Andaluz ter se je podal na hadž v Meko, kjer je živel tri leta. Tam je tudi pričel pisati svoje največje delo Odkritja iz Meke (Al-Futūḥāt al-Makkiyya). Hkrati pa se je zaljubil v eno mlado Perzijko in spisal ljubezenske pesmi Odstiranje hrepenenja (Tarjuman al-Ashwaq)

### Potovanja
Po preživetem času v Meki je Arabi prepotoval Sirijo, Palestino, Irak in pa Anatolijo. Nikjer ni ostal dolgo, toliko, da se je seznanil s tamkajšnjimi vodilnimi islamskimi učenjaki. Leta 1203 je Arabi srečal Shaykh Majduddīn Isḥāq ibn Yūsufa, ki je imel velik vpliv na seldžuškem dvoru. Tokrat je Arabi potoval proti severu. Najprej sta obiskala Medino, leta 1204 pa sta prišla v Bagdad. Ta obisk mu je omogočil neposredno srečanje z učenci Shaykh ‘Abd al-Qādir Jīlānīa. Arabi je tam ostal 12 dni, saj je želel obiskati Mosul, da bi videl svojega prijatelja ‘Alī ibn ‘Abdallāh ibn Jāmi’a, učenca Qaḍīb al-Bāna. 
Leta 1205 je obiskal Jeruzalem, Meko in Egipt. Ko je prečkal Sirijo, si je prvič ogledal mesti Alep in Damask. Leta 1207 se je vrnil v Meko in nadaljeval s študijem in pisanjem ter preživljal čas z njegovim prijateljem Abū Shujā bin Rustemom in družino, vključno s prelepo Niẓām. Naslednjih 4-5 let je preživel v teh deželah, medtem pa je potoval in prirejal srečanja, na katerih je bral svoja dela.
Končno se je leta 1223 ustalil v Damaskum, kjer je  8. novembra 1240 pri petinsedemdesetih letih umrl. Njegov grob še danes obiskujejo številni romarji.

## Filozofija
Ibn Arabi si je prizadeval, da bi ustvaril sintezo zahodne in vzhodne mistične filozofije z uporabo raznovrstnih virov - Korana in islamske tradicije, novoplatonizmom, sufizmom, krščansko in judovsko mistiko. Zaradi tega so mu pravoverni muslimani večkrat očitali za krivoverstvo in brezboštvo.

### Ontologija
Največkrat uporabljen filozofski izraz pri Ibn Arabiju je zagotovo wujûd/vudžud, ki pomeni 'obstoj', 'bivanje', 'bit', 'bitnost'. V Koranu in vsakodnevni arabski uporabi wujûd pomeni najti, razumeti, doumeti, uživati. Beseda ponazarja obstoj, nekaj, kar obstaja, lahko najdemo in občutimo. Ibn Arabi trdi, da je najti (nekaj, nekoga) - mišljeno kot zavedanje - vedno tesno povezano s tem, da si sam najden. V tem primeru tako wujûd predstavlja razumevanje, dojemanje, kot tudi po sufizmu božansko prisotnost in človekovo zavest, ki je dosežena z realizacijo. Ibn Arabi je večkrat naveden kot oče nazora wahdat al-wujûd, skrivnost enosti biti oz. enotnosti obstoja, vendar je to zavajujoče, saj nikoli ne uporabi tega izraza. Ni čisto jasno, zakaj je ta izraz pripisan Arabiju. Eden od razlogov je, da uporablja tawhîd/tavhid, priznavanje enosti in presežnosti Boga, kot svoje temeljno načelo in pripisuje veliko pomembnost izrazu wujûd v svojih besedilih. Ibn Arabi in mnogi njegovi učenci so se osredotočali na wujûd kot edino unikatno realnost, iz katere izhajajo vse ostale. Redko so uporabili izraz wahdat al-wujûd, transcendentne edinosti biti, in še takrat mu niso pripisali veliko pomena.
Prvi, ki je Ibn Arabija navedel kot pristaša wahdat al-wujûd-a, je najverjetneje bil hanbelijski učenjak Ibn Taymiyya, ki je Ibn Arabija obsodil skrajnega brezboštva. Po njegovo to pomeni, da ni nobene ločitve med Bogom in preostalim svetom (panteizem). Njegov napad je sprožil kontroverzne debate okoli izraza wahdat al-wujûd, ki pa se so malokrat osredotočale na poskus opredelitve izraza. Vsaj sedem pomenov je bilo pripisanih v kasnejši literaturi.

### Dragulji modrosti
Za Ibn Arabija je Al-Insān al-kāmil ali popolno bitje/človek, ki ga opredeli v  delu Dragulji modrosti (Fusus al-Hikam), vrhunec Božjega stvarstva. Popolni človek predstavlja ogledalo Božjih kreacij in je kot tak slika Božanskega, mikrokozmos Božje veličine in popolnosti. Bog potrebuje kreacijo, da bi uzrl sam sebe, bival kot vidljiv. Ibn Arabi razlikuje med „svetovnim načinom obstajanja“ (al—nash'a al—dunyawiya) in „transcendentnim načinom obstajanja“ (al—nash'a al—ukhrawiya). Svetovni način je svojstven večini ljudi in v njem je vsak človek pod oblastjo svojega telesa, oddvojen od prave, Božanske resničnosti. Ibn Arabi priporoča duhovne vaje, ki so jih razvili sufisti, za razvijanje „duhovnega vida“ (ayn al—basira), ki vodi v preobrazbo človeka v popolno bitje.
Pri razvijanju svoje razlage popolnega človeka Ibn Arabi najprej obravnava problem enosti (Tawhid) skozi metaforo ogledala. V tej metafori Arabi primerja predmet, ki odseva v mnogih ogledalih, z razmerjem med Bogom in njegovimi podaniki. Bistvo Boga kot predmeta je tako vidno v obstoječih ljudeh kot ogledalih. To pomeni dvoje, da ker so ljudje le odsev Boga, ni možnega razlikovanja ali ločevanja med obojim, in da ljudje ne bi obstajali brez Boga. Ko posameznik razume, da ni ločenosti med Bogom in njim, lahko začne s potjo do popolne Enosti. Kdor se poda na to pot, stremi k resnični stvarnosti in odgovarja žeji Boga po poznanju. Iskanje v notranjosti po tej Stvarnosti enotnosti povzroča posamezniku združitev z Bogom. Popolni človek skozi razvito zavest in samouresničevanje spodbuja božansko manifestacijo. To povzroči, da je popolni človek tako božanskega kot zemeljskega izvora. Popolni člkovek deluje kot posrednik med Nebesi in Zemljo, istočasno uresničuje Božjo željo po spoznanju in Božja prisotnost se realizira skozi njega. Arabi razlaga, da popolni človek predstavlja vesolje Božanstvu in Božanstvo vesolju.
Ibn Arabi nadaljuje z razlago Popolnega človeka z uporabo 22 različnih opisov, ki upoštevajo Logos. Arabi razlaga Logos oz. Univerzalnega človeka kot mediacijo med posameznikom in božjim bistvom. Ibn Arabi trdi, da je prerok Mohamed Al-Insān al-Kāmil prvotni Popolni človek, ki ponazarja Božjo modrost in moralnost. Po Arabiju je prvo bistvo, ki je bilo prinešeno v obstoj, realnost oz. bistvo Mohameda. Mohamed je tako prvotni vzornik, po katerem naj bi se vsi ljudje zgledovali.
Ibn Arabi verjame, da je možno videti Boga v Mohamedovem “ogledalu”, se pravi, da so božje lastnosti vidne v Mohamedu. Tako je Mohamed najboljši dokaz Boga in s poznanstvom Mohameda lahko vsakdo spozna Boga. Ibn Arabi tudi trdi, da je Mohamed gospodar vsega človeštva tako v tem kot v posmrtnem življenju.

### Reakcija
Muslimanski učenjaki so razdvojeni glede vidikov in značaja Ibn Arabija. Veliko jih je razglasilo Arabija za najpomembnejšega verskega voditelja in sufijskega učitelja v muslimanski zgodovini. Drugi ga štejejo med krivoverce ali celo apostate. Zelo redki so neopredeljeni. Legalistični muslimani, ki so nenaklonjeni ezoteriki v islamu (ḥaqīqa) in so omejeni na eksoterično in striktno šariatsko razlago koranskih besedil, so tako kot do vseh sufijev, nenaklonjeni tudi do Ibn Arabija.

## Dela
Okoli 800 del je pripisanih Ibn Arabiju, čeprav jih je bilo le nekaj dokazanih kot njegovih. Nedavna študija nakazuje, da je v obliki rokopisa ohranilo več kot 100 njegovih del, toda večina tiskanih verzij še ni bila kritično obdelana in vsebujejo veliko napak.
- Al-Futūḥāt al-Makkiyya (Odkritja iz Meke), njegovo najobsežnejše delo, originalno v 37 delih, v modernih časih izdano v 4 ali 8 delih, vsebuje širok razpon tem iz mistične filozofije in sufizma ter zapise njegovih sanj/vizij. Skupaj ima 560 poglavij.
- Fusus al-Hikam (Dragulji modrosti). Ibn Arabi je to delo ustvaril v bolj zrelih letih in velikokrat velja za njegovo najpomembnejše delo, saj ga lahko označimo kot obnovo oziroma povzetek njegovih naukov in mističnih prepričanj. O tem, ali je delo res njegovo, bi se dalo razglabljati, saj je v vsaj enem viru opisano kot ponarejeno, oziroma mu je bilo avtorstvo narobe pripisano.
- Dīwān (Pesmi), zbirka njegove poezije, ki obsega 5 delov.
- Rūḥ al-quds (Duh in duša), razprava glede duše, ki vsebuje njegove izkušnje z različnimi sufijskih učitelji v Magrebu.
- Mashāhid al-Asrār (Razprava o svetem), najverjetneje njegovo prvo veliko delo, ki vsebuje štirinajst vizij in dialogov z Bogom.
- Mishkāt al-Anwār (Božanski reki).
- Kitab al-Fanā' fi'l-Mushāhada (Izničenje sebstva), kratka razprava glede pomena mističnega izničenja sebstva oziroma lastnega jaza.
- Awrād (Molitve), precej brana zbirka štirinajstih molitev za en teden za vsak dan in vsako noč.
- Risālat al-Anwār (Potovanje k Bogu), podroben tehnični priročnik in zemljevid za »potovanje brez razdalje«.
- Ayyām al-Sha'n (Bog in čas), delo o naravi časa in različnih vrstah dnevov, ki so jih izkusili mistiki.
- 'Unqā' Mughrib (Veličastni grifon z Zahoda/Magreba).
- al-Ittihād al-Kawnī (Svetovno drevo in štiri ptice).
- 'al-Dawr al-A'lā (Molitev za duhovno rast in zaščito), kratka molitev, ki se še danes uporablja v muslimanskem svetu.
- Tarjumān al-Ashwāq (Razlagalec hrepenenj), zbirka pesmi, ki jo je Ibn Arabi kot komentar na kritike ponovno objavil z razlago pomena poetičnih simbolov.
- At-Tadbidrat al-ilahiyyah fi islah al-mamlakat al-insaniyyah (Božja oblast v človeškem kraljestvu).
- Hilyat al-abdāl (Štirje stebri duhovne preobrazbe - angleški prevod).

### V slovenščini
V slovenščini je Ibn Arabi obravnavan v reviji Tretji dan: verski časopis študentov in izobražencev (ISSN 1318-1238) - Letn. 27, št. 8/9 (september/oktober 1998), na straneh 116-118, 120-129, 130-139, 140-171, 172-192, 193-204.